# Prince Albert (марка табака)

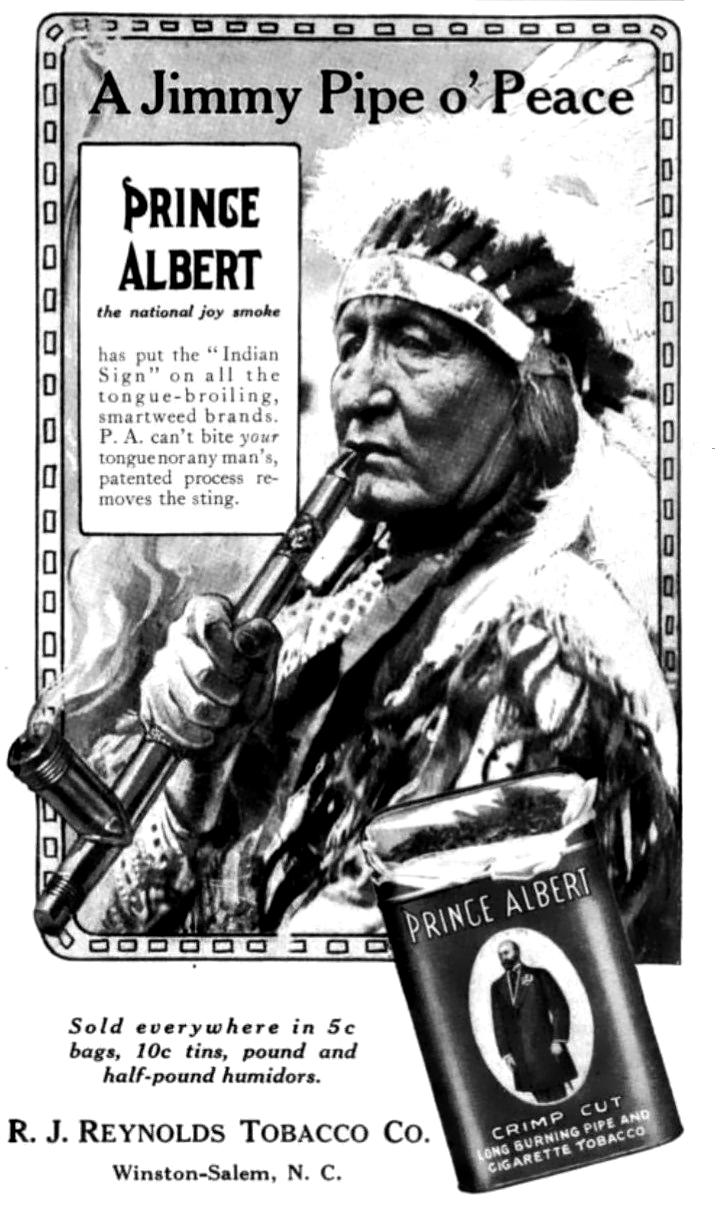
Рекламное объявление 1913 года.

Prince Albert — американская марка трубочного табака, созданная R.J. Reynolds Tobacco Company в 1907 году. С 1987 года принадлежит John Middleton Inc.

## История
Prince Albert является одним из популярнейших независимых марок трубочного табака в США. В 1930-е годы давал вторую по величине выручку среди брендов Reynolds. В последнее время также бренд доступен в виде сигар (эксперимент 1960-х годов с выпуском сигарет с фильтром окончился провалом.) Этот купаж сделан на основе табака берли, и остаётся одним из самых продаваемых марок американского трубочного табака.
Название было придумано в 1907 году табачным предпринимателем Ричардом Джошуа Рейнольдсом: принцем Альбертом до своей коронации в 1902 году именовался король Соединённого Королевства Великобритании и Ирландии Эдуард VII. Использовавшееся на упаковках изображение монарха был основан на портрете, который Рейнольдс купил на чаепитии с писателем Марком Твеном.

## Разновидности

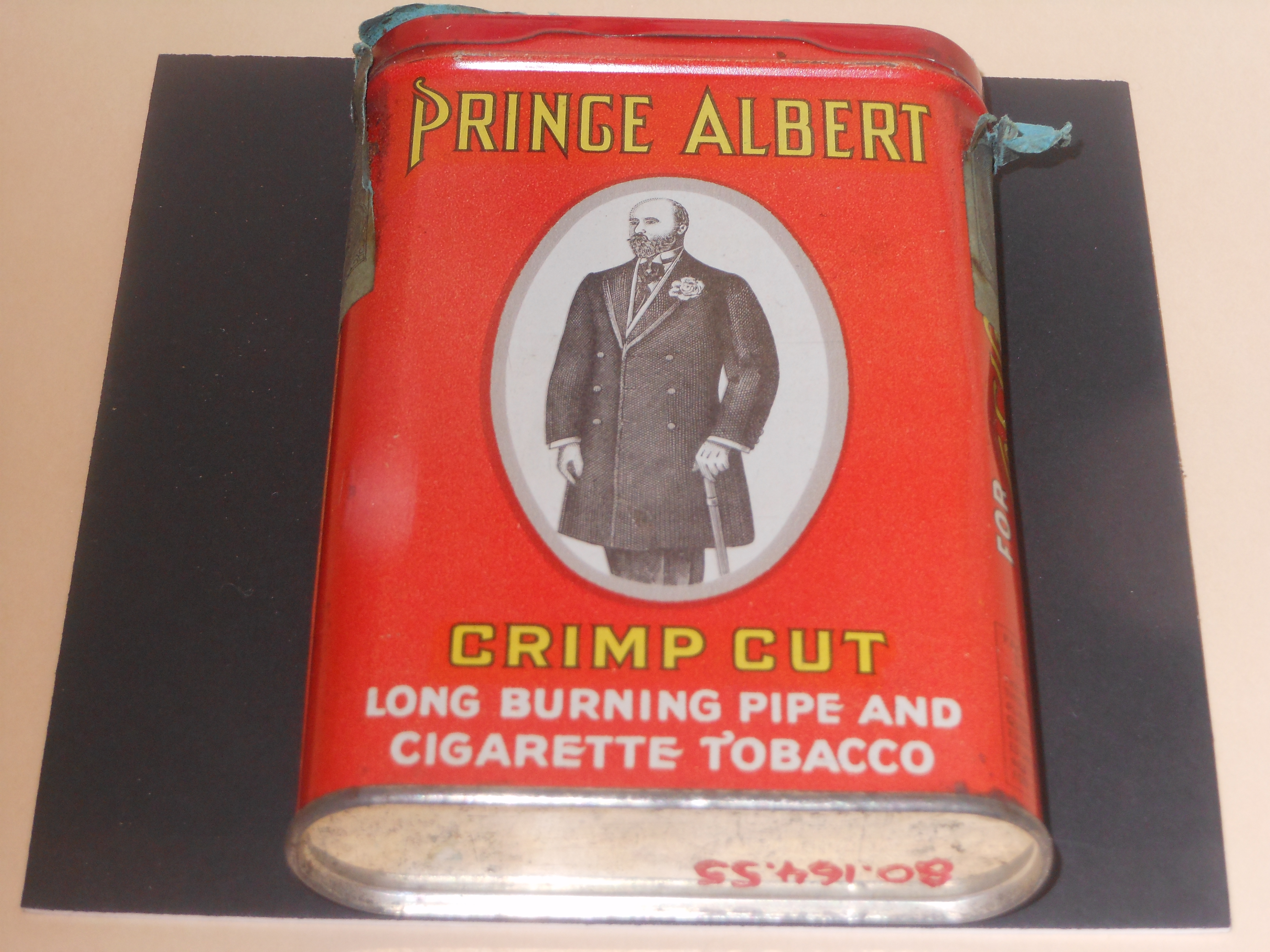
Prince Albert Crimp Cut.

### Сигары
- Prince Albert’s Soft Cherry Vanilla
- Prince Albert’s Soft & Sweet Vanilla

### Трубочный табак
- Prince Albert
- Prince Albert Crimp Cut
- Prince Albert Cherry Vanilla
- Prince Albert Soft Vanilla Cavendish
- Prince Albert Mellow

## «Принц Альберт в банке»
Бренд стал объектом для множества телефонных розыгрышей: шутник звонил в магазин и спрашивал, есть ли в ассортименте «Принц Альберт в жестяной банке» (англ. Do you have Prince Albert in a can?). После утвердительного ответа со стороны продавца (табак обычно кладут в эту форму хранения) от звонящего могли последовать варианты ответа вида «Тогда подожгите его» (англ. Well, you light him up), «Тогда выпустите его» (англ. Well, let him out) или подобный ему.